# Lisa Bruce
Lisa Bruce (* Monterey, Kalifornien, Vereinigte Staaten) ist eine US-amerikanische Filmproduzentin.

## Frühes Leben und Ausbildung
Lisa Bruce wurde in Monterey geboren. Ihre Eltern waren Mary Ann und George W. Bruce. Sie war eines von fünf Kindern. Als sie in der Middle School war, zog sie mit ihrer Familie von Monterey nach Coronado wegen des Jobs ihres Vaters bei der United States Navy als Befehlsoffizier auf der Ticonderoga und St. Louis. Als Jugendliche arbeitete Bruce an einem lokalen Filmtheater, wo ihr ihr Bruder ein US-Dollar pro Stunde bezahlte, dass sie den Boden wischte; sie scherzte, dass es ihr erster Job im Filmgeschäft gewesen wäre.
Bruce ging auf die Coronado High School, wo sie Kurzfilme produzierte. Dann ging sie auf die University of California, Santa Barbara und beendete 1983 mit einem Diplom im Bereich Film, Soziologie und Politik.

## Karriere
Bruce begann 1992 als Filmproduzentin zu arbeiten, als sie mit Robert Nickson – ihrem NYU-Professor und Mentor – die Produktionsfirma Orenda Films gründete und den Film Pen Pals produzierte.
Bruce war die Produzentin von Die Entdeckung der Unendlichkeit, ein Film über Physiker Stephen Hawkings erste Ehe mit Jane Hawking, deren Hochzeit 1965 stattfand. Bruce war seit 2009 an dem Projekt beteiligt, als sie sich mit dem Filmemacher Anthony McCarten zusammentat, der schon 2004 mit diesem Vorhaben begann. Die Entdeckung der Unendlichkeit wurde für einen Oscar, fünf Golden Globes und zehn British Academy Film Awards nominiert.
2018 wurde sie in die Academy of Motion Picture Arts and Sciences berufen, die jährlich die Oscars vergibt.

## Filmografie (Auswahl)
- 1992: Pen Pals
- 1994: Auf der Suche nach Jimmy Hoyt (The Search for One-eye Jimmy)
- 1996: Unter Brüdern (No Way Home)
- 2006: Walkout – Aufstand in L.A. (Walkout)
- 2013: Mary und Martha (Mary and Martha)
- 2014: Die Entdeckung der Unendlichkeit (The Theory of Everything)
- 2017: Die dunkelste Stunde (Darkest Hour)
- 2020: Black Box (Executive Producer)
- 2020: Evil Eye (Executive Producer)
- 2020: Nocturne (Executive Producer)
- 2021: Bingo Hell (Executive Producer)
- 2021: Black as Night (Executive Producer)
- 2021: The Manor (Executive Producer)
- 2021: Madres – Der Fluch (Madres, Executive Producer)